# Culex sacchettae
Culex sacchettae is een muggensoort uit de familie van de steekmuggen (Culicidae). De wetenschappelijke naam van de soort is voor het eerst geldig gepubliceerd in 1982 door Sirivanakarn & Jakob.